# Свято-Покровское
Свя́то-Покро́вское (укр. Свято-Покровське; до 2016 г. Ки́рово, ранее Селимовка, ранее Шаховка) — село в Северской городской общине Бахмутского района Донецкой области Украины. Название в XIX в. — Шаховка (Шахово), затем — Селимовка (Сулимовка, Селемовка).
Население по переписи 2001 года составляет 542 человека. Почтовый индекс — 84526. Телефонный код — 6274.
Рядом с селом находится ботанический заказник местного значения «Намеловая растительность».

## История
Село было волостным центром Селимовской волости Изюмского уезда Харьковской губернии. В селе была Покровская церковь. Священнослужители Покровской церкви:
- 1840 — священник Автоном Яковлевич Полницкий
- 1840 — дьячок Максим Николаевич Пивоваров
- 1840 — пономарь Павел Артемович Попов
- 1896 — священник Петр Юшков

Помещиками до 1865 года были Шаховы, после село было продано графу Стебоку.